# Gary Tello
Gary Felipe Tello Mery (Ovalle, Chile, 11 de abril de 1993) futbolista chileno que se desempeña en la posición de delantero.

## Clubes
| Club                 | País  | Año       | Partidos | Goles |
| -------------------- | ----- | --------- | -------- | ----- |
| Deportes La Serena   | Chile | 2010-2012 | 22       | 1     |
| Deportes Melipilla   | Chile | 2013      | 22       | 11    |
| Deportes La Serena   | Chile | 2013-2015 | 48       | 7     |
| Magallanes           | Chile | 2015-2016 | 24       | 1     |
| Curicó Unido         | Chile | 2016-2017 | 50       | 7     |
| Unión Española       | Chile | 2018-2019 | 52       | 6     |
| Deportes Antofagasta | Chile | 2020-2022 | 22       | 2     |
| → Rangers (cedido)   | Chile | 2021      | 25       | 1     |
| Deportes Concepción  | Chile | 2023-Act. | 10       | 0     |

## Palmarés

### Títulos nacionales
| Título    | Equipo       | País  | Año     |
| --------- | ------------ | ----- | ------- |
| Primera B | Curicó Unido | Chile | 2016-17 |

## Controversias
En marzo de 2023 fue acusado por su esposa Vaithiare Muñoz de infidelidad, violencia psicológica y económica por parte del jugador.